# Liste der Biografien/Moy
Liste der Biografien |
Portal Biografien |
Personensuche
# |
A |
B |
C |
D |
E |
F |
G |
H |
I |
J |
K |
L |
M |
N |
O |
P |
Q |
R |
S |
T |
U |
V |
W |
X |
Y |
Z |
?
 
Ma |
Mb |
Mc |
Md |
Me |
Mf |
Mg |
Mh |
Mi |
Mj |
Mk |
Ml |
Mm |
Mn |
Mo |
Mp |
Mq |
Mr |
Ms |
Mt |
Mu |
Mv |
Mw |
Mx |
My |
Mz
 
Moa |
Mob |
Moc |
Mod |
Moe |
Mof |
Mog |
Moh |
Moi |
Moj |
Mok |
Mol |
Mom |
Mon |
Moo |
Mop |
Moq |
Mor |
Mos |
Mot |
Mou |
Mov |
Mow |
Mox |
Moy |
Moz
Die Liste der Biografien führt alle Personen auf, die in der deutschsprachigen Wikipedia einen Artikel haben. Dieses ist eine Teilliste mit 107 Einträgen von Personen, deren Namen mit den Buchstaben „Moy“ beginnt.

## Moy
- Moy de Sons, Ernst von (1799–1867), deutscher Rechtshistoriker und Kanonist
- Moy, Matthew (* 1984), US-amerikanischer Schauspieler

### Moya
- Moya Castillo, Eduardo (* 1981), spanischer Fußballspieler
- Moyà i Solà, Salvador (* 1955), spanischer Paläontologe und Anthropologe
- Moya Murillo, Rafael (1799–1864), Präsident Costa Ricas
- Moya Palencia, Mario (1933–2006), mexikanischer Politiker und Diplomat
- Moya y Contreras, Pedro de († 1592), Erzbischof von Mexiko und Vizekönig von Neuspanien
- Moya, Ana Gloria (1954–2013), argentinische Schriftstellerin
- Moyá, Carlos (* 1976), spanischer TennisspielerCarlos Moyá (* 1976)

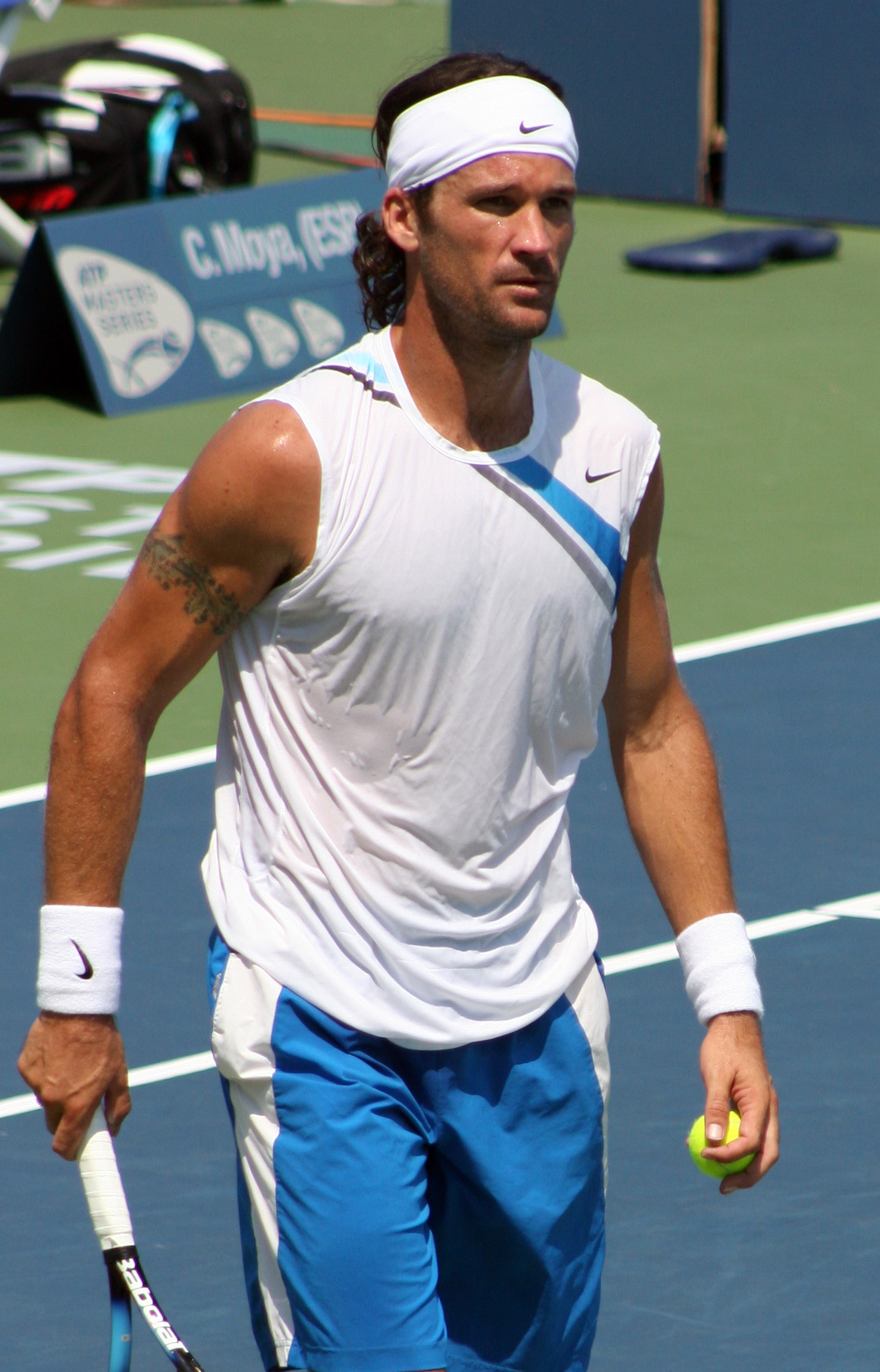
Carlos Moyá (* 1976)

- Moya, Eidy (* 1974), venezolanischer Boxer im Bantamgewicht
- Moya, Enrique (* 1892), chilenischer Maler
- Moya, Enrique (* 1958), venezolanischer Dichter, Erzähler, literarischer Übersetzer, Essayist, Literatur- und Musikkritiker
- Moya, María (* 2001), ecuadorianische Squashspielerin
- Moya, Matías (* 1998), argentinisch-chilenischer Fußballspieler
- Moyà, Miguel Ángel (* 1984), spanischer Fußballspieler
- Moya, Pol (* 1996), andorranischer Leichtathlet
- Moya, Roberto (1965–2020), kubanischer Diskuswerfer
- Moya, Rodolfo (* 1979), chilenischer Fußballspieler
- Moya, Sabina (* 1977), kolumbianische Speerwerferin
- Moya, Sergej (* 1988), deutscher Schauspieler, Drehbuchautor und Regisseur
- Moya, Víctor (* 1982), kubanischer Hochspringer
- Moyake, Nick (1934–1969), südafrikanischer Jazzmusiker
- Moyal, Harel (* 1981), israelischer Popmusiker, Singer-Songwriter und Theaterschauspieler
- Moyal, José Enrique (1910–1998), australischer Physiker und Mathematiker
- Moyane, Gcinile (* 1980), eswatinische Sprinterin
- Moyano Delgado, María Elena (1958–1992), peruanische Politikerin
- Moyano, Carlos (1854–1910), argentinischer Marineoffizier, Topograf, Gouverneur
- Moyano, Daniel (1930–1992), argentinischer Schriftsteller
- Moyano, Federico Ezequiel (* 1988), argentinischer Biathlet
- Moyano, Josué (* 1989), argentinischer Straßenradrennfahrer
- Moyano, Luciana (* 2005), argentinische Tennisspielerin
- Moyano, Luis (* 1976), argentinischer Straßenradrennfahrer
- Moyano, Walter (* 1933), uruguayischer Radrennfahrer
- Moyat, Ernst (1868–1937), deutscher Chemiker

### Moyd
- Moʻydinxoʻjayev, Asadxoʻja (* 2001), usbekischer Boxer

### Moye
- Moye, Ajene Malaki (* 1982), US-amerikanischer Basketballspieler
- Moye, Don (* 1946), US-amerikanischer Jazzmusiker
- Moyelke, Eberhard († 1437), Ratsherr der Hansestadt Lübeck
- Moyengwa, Magdeline (* 2001), botswanische Gewichtheberin
- Moyer, Denny (1939–2010), US-amerikanischer Boxer
- Moyer, Diane (* 1958), US-amerikanische Hockeyspielerin
- Moyer, Grayson (* 1986), US-amerikanischer Basketballspieler
- Moyer, James (* 1959), US-amerikanischer Musikpädagoge, Perkussionist und Komponist
- Moyer, Jamie (* 1962), US-amerikanischer Baseballspieler
- Moyer, John (* 1973), US-amerikanischer BassistJohn Moyer (* 1973)

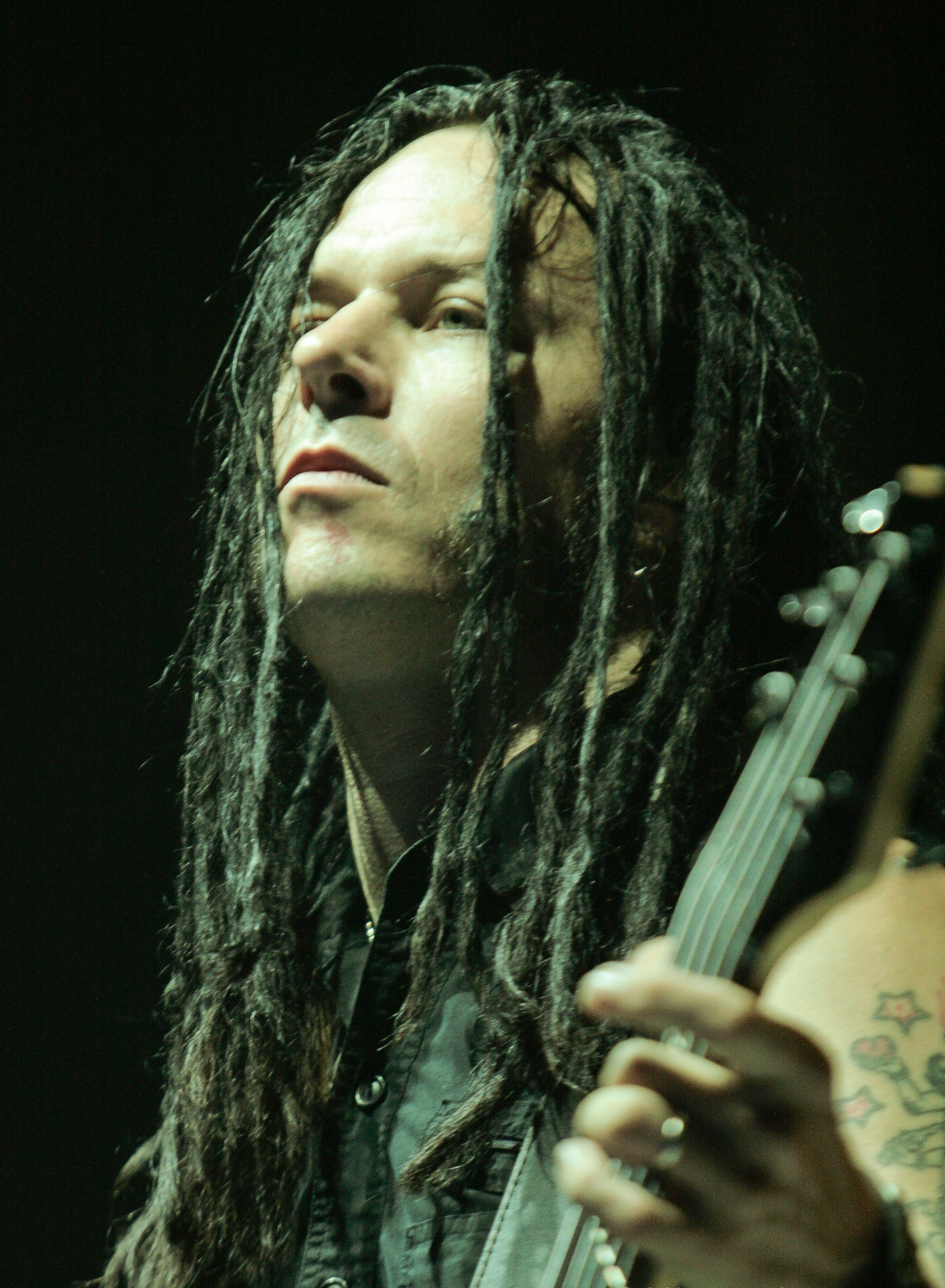
John Moyer (* 1973)

- Moyer, John Gould (1893–1976), US-amerikanischer Marineoffizier
- Moyer, Kate (* 2008), kanadische Schauspielerin
- Moyer, Ken (* 1966), US-amerikanischer American-Football-Spieler
- Moyer, Ray (1898–1986), US-amerikanischer Szenenbildner
- Moyer, Sam (* 1983), US-amerikanische Künstlerin
- Moyer, Stephen (* 1969), britischer Schauspieler
- Moyer-Gleich, Ashley (* 1987), US-amerikanische Basketballschiedsrichterin
- Moyers, Bill (1934–2025), amerikanischer Präsidentenberater und Journalist
- Moyers, Edward L. (1928–2006), amerikanischer Manager im Eisenbahnbereich
- Moyers, George (1836–1916), Oberbürgermeister von Dublin
- Moyersoen, Frédéric (* 1961), belgischer Spieleautor
- Moyersoen, Ludovic (1904–1992), belgischer Politiker
- Moyersoen, Romain (1870–1967), belgischer Politiker und Senatspräsident
- Moyes, David (* 1963), schottischer Fußballspieler und -trainer
- Moyes, Jojo (* 1969), britische Journalistin und Schriftstellerin
- Moyet, Alison (* 1961), britische SängerinAlison Moyet (* 1961)

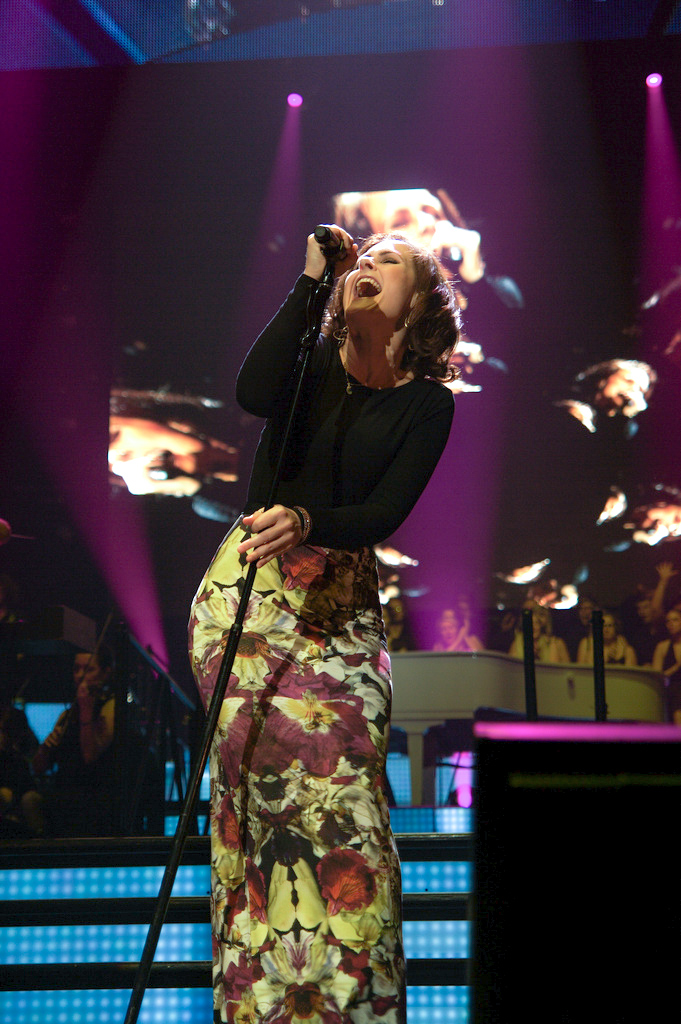
Alison Moyet (* 1961)

### Moyl
- Moylan, Daniel, Baron Moylan (* 1956), britischer Politiker
- Moylan, James (* 1962), amerikanischer Politiker aus Guam
- Moylan, Kurt (* 1939), US-amerikanischer Politiker, Lieutenant Governor von Guam und Secretary of Guam
- Moylan, Laura (* 1983), australische Schachspielerin
- Moylan, Pat (* 1946), irischer Politiker
- Moylan, Seán (1888–1957), irischer Politiker (Sinn Féin, Fianna Fáil)
- Moyle, Arthur, Baron Moyle (1894–1974), britischer Politiker, Mitglied des House of Commons und Gewerkschafter
- Moyle, Robert G. (* 1970), US-amerikanischer Ornithologe und Evolutionsbiologe
- Moylette, Raymond (* 1990), irischer Boxer

### Moyn
- Moyn, Samuel (* 1972), US-amerikanischer Rechtshistoriker
- Moynahan, Bridget (* 1971), US-amerikanische Schauspielerin und ModelBridget Moynahan (* 1971)

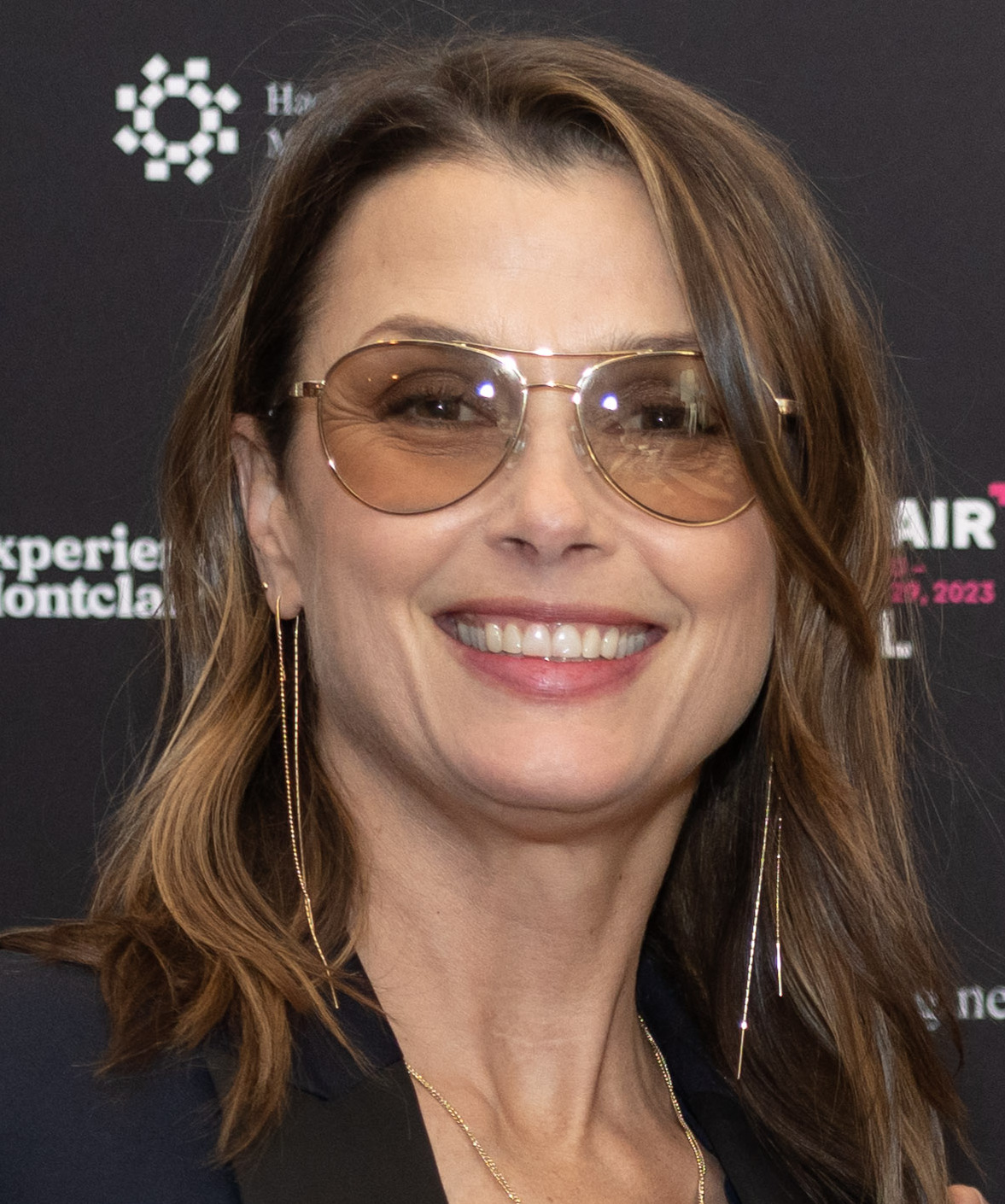
Bridget Moynahan (* 1971)

- Moyne, Jean-François (1801–1854), französischer römisch-katholischer Geistlicher und Ordensgründer
- Moyne-Bressand, Alain (* 1945), französischer Politiker
- Moynet, André (1921–1993), französischer Flieger, Politiker, Mitglied der Nationalversammlung und Autorennfahrer
- Moynier, Gustave (1826–1910), Jurist und Mitbegründer des Internationalen Komitees vom Roten Kreuz
- Moynihan, Aindrias (* 1973), irischer Politiker (Fianna Fáil)
- Moynihan, Brian (* 1959), US-amerikanischer Manager
- Moynihan, Colin, 4. Baron Moynihan (* 1955), britischer Ruderer, Manager und Politiker (Conservative Party)
- Moynihan, Daniel Patrick (1927–2003), US-amerikanischer Diplomat und Politiker
- Moynihan, Donal (1941–2022), irischer Politiker (Fianna Fáil)
- Moynihan, Donald, irisch-amerikanischer Politikwissenschaftler
- Moynihan, James Michael (1932–2017), US-amerikanischer Geistlicher, römisch-katholischer Bischof von Syracuse
- Moynihan, Martin (1928–1996), US-amerikanischer Evolutionsbiologe, Verhaltensforscher und Ornithologe
- Moynihan, Michael (1917–2001), irischer Politiker (Labour Party)
- Moynihan, Michael (* 1968), irischer Politiker (Fianna Fáil)
- Moynihan, Michael (* 1969), US-amerikanischer Musiker, Verleger und JournalistMichael Moynihan (* 1969)

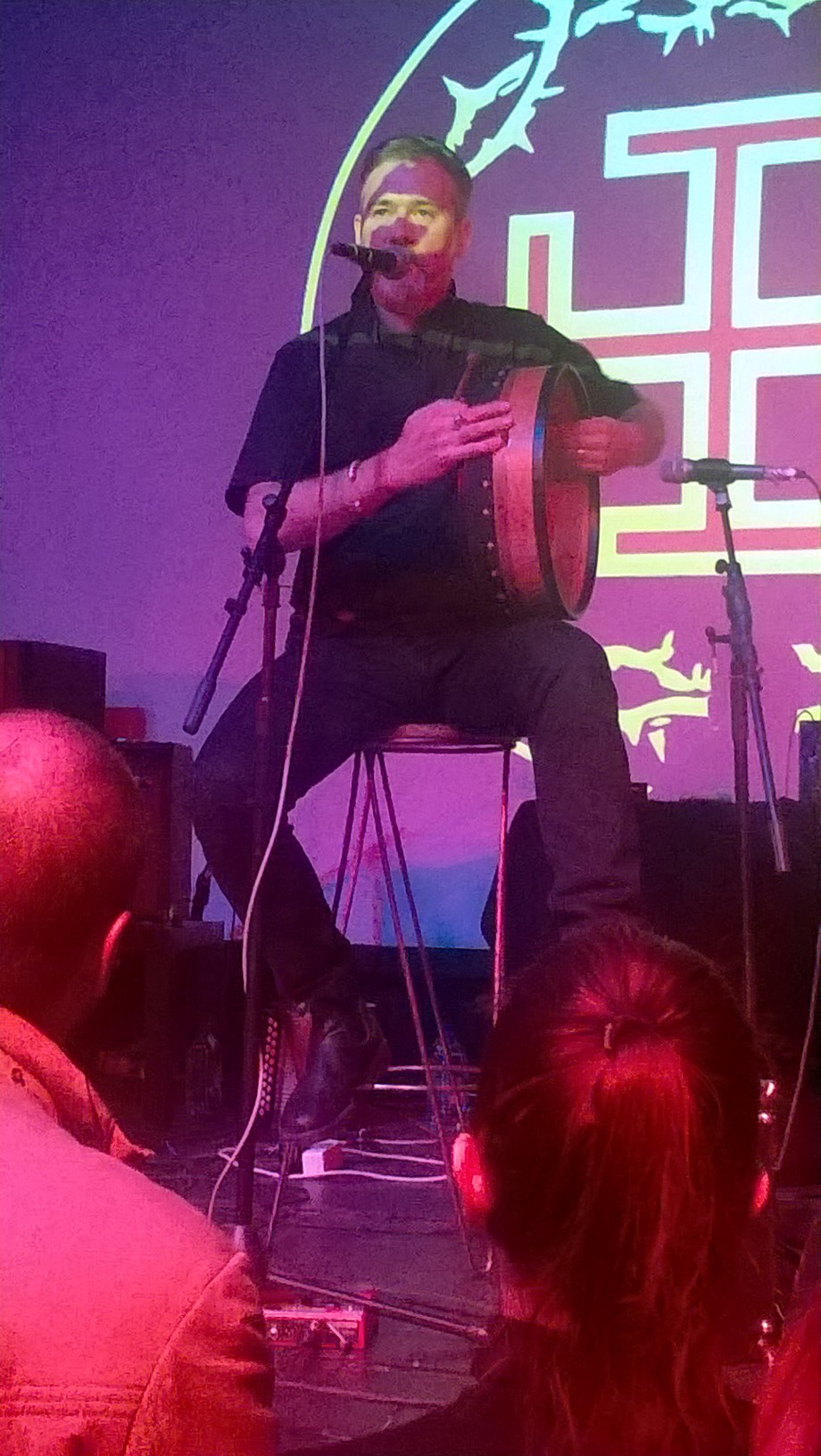
Michael Moynihan (* 1969)

- Moynihan, P. H. (1869–1946), US-amerikanischer Politiker
- Moynihan, Shane (* 1983), irischer Politiker (Fianna Fáil)
- Moynihan, Sinéad (* 1982), britische Schauspielerin
- Moynihan-Cronin, Breeda (* 1953), irische Politikerin (Irish Labour Party)

### Moyo
- Moyo, Dambisa (* 1969), sambische Ökonomin
- Moyo, Malcolm Tsuyoshi (* 2001), japanischer Fußballspieler
- Moyo, Sibusiso (1960–2021), simbabwischer Politiker und Generalleutnant

### Moys
- Moyse, Édouard (1827–1908), französischer Genre- und Historienmaler
- Moyse, Heather (* 1978), kanadische Bobsportlerin, Rugby-Union-Spielerin und Leichtathletin
- Moyse, Louis (1912–2007), französischer Musiker
- Moyse, Marcel (1889–1984), französischer Flötist
- Moyseowicz, Gabriela (* 1944), polnische Komponistin
- Moysey, Annie (1884–1976), australische Matriarchin der Aborigines
- Moysey, Peter (* 1963), neuseeländischer Skilangläufer und Biathlet
- Moysich, Florian (* 1980), deutscher Basketballspieler
- Moysich, Helmut (* 1952), deutscher Germanist und Literaturübersetzer
- Moyssén Echeverría, Xavier (1924–2001), mexikanischer Kunsthistoriker

### Moyz
- Moyzes, Alexander (1906–1984), slowakischer Komponist
- Moyzes, Štefan (1797–1869), slowakischer Bischof und Politiker
- Moyzischewitz, Arno von (1890–1937), deutscher Offizier